# Pieter Wispelwey

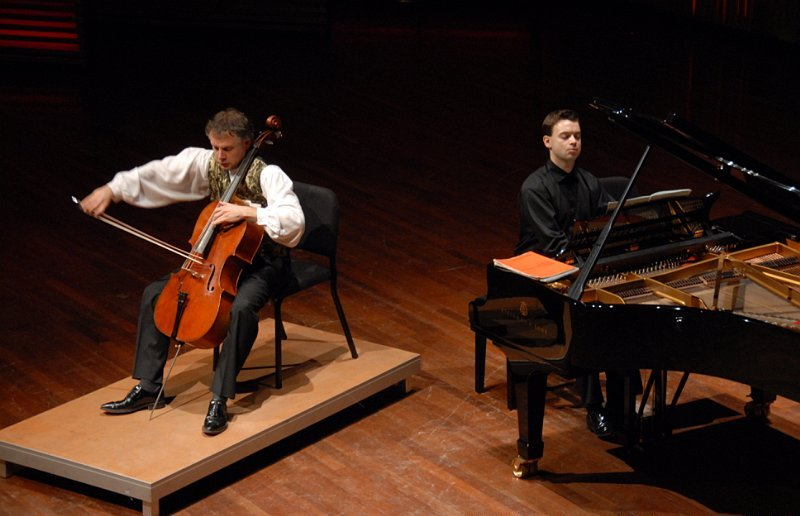
Pieter Wispelwey accompanied by Dejan Lazic, picture: Fai Ho

Pieter Wispelwey est un violoncelliste néerlandais (né le 25 septembre 1962 à Haarlem, Pays-Bas).

## Biographie
Pieter Wispelwey commence très jeune à apprendre le piano avant de bifurquer, dès l'âge de huit ans, vers le violoncelle. Il étudie à Amsterdam avec Dicky Boeke et Anner Bylsma, puis avec Paul Katz aux États-Unis et William Pleeth en Grande-Bretagne. En 1992, il est le premier violoncelliste à remporter le Prix Musical des Pays-Bas, remis aux jeunes musiciens hollandais les plus prometteurs.
Violoncelliste virtuose, Pieter Wispelwey est reconnu à la fois pour ses interprétations sur instrument moderne et sur instrument baroque. En particulier, ses deux enregistrements (1990, 2012) des Six Suites pour violoncelle seul de Bach ont été particulièrement salués.
Son répertoire s'étend des baroques (Bach, Vivaldi, Telemann, etc.) aux compositeurs du XXe siècle et contemporains (Lutosławski, Chostakovitch, Kodály, Britten, Carter, Rudolf Escher, etc.).
Il propose des interprétations originales, de celles qui lui ont valu une réputation "d'enfant terrible" .

## Discographie
- Camille Saint-Saëns, Concerto pour violoncelle et orchestre no 1, Édouard Lalo, Concerto pour violoncelle et Orchestre, Flanders Symphony Orchestra, dir. Seiko Kim. CD Onyx, 2013